# Лопата, Анатолий Васильевич
Анатолий Васильевич Лопата (род. 23 марта 1940 года, село Рожев Макаровского района Киевской области, УССР) — советский и украинский военный деятель, начальник Главного (с 1994 года — Генерального) штаба Вооруженных Сил Украины — первый заместитель Министра обороны Украины (1993—1996). Генерал-полковник (с 1992 года).

## Биография
Родился 23 марта 1940 года в селе Рожев Макаровского района Киевской области.Окончил Бакинское общевойсковое училище (1964 год), Военную академию им. М. В. Фрунзе (1971 год), Военную академию Генерального штаба ВС СССР (1984 год).
С августа 1958 года — столяр-паркетчик СБУ-5 Главкиевгорстроя.
С ноября 1959 года — курсант 8-й школы артиллерийских мастеров.
С ноября 1960 года — старший пушечно-миномётной мастер, курсант Бакинского общевойскового училища.
Июль 1964 года — окончил Бакинское высшее общевойсковое командное училище имени Верховного Совета Азербайджанской ССР с отличием и золотой медалью.
С октября 1964 года — командир мотострелкового взвода.
С ноября 1967 года — командир роты 20-й гвардейской мотострелковой дивизии 8-й гвардейской армии Группы советских войск в Германии.
С августа 1968 года — слушатель Военной академии им. М. В. Фрунзе.
С июня 1971 года — командир батальона,
С апреля 1972 года — начальник штаба мотострелкового полка,
С июня 1973 года — командир полка.
С ноября 1977 года — заместитель командира 92-й гвардейской дивизии Одесского военного округа.
С июля 1980 года — командир 7-й отдельной мотострелковой бригады (ГСВСК, Республика Куба).
С августа 1982 года — слушатель Военной академии Генштаба ВС СССР.
С июня 1984 года — командир 29-й дивизии 5-й армии
С декабря 1986 года — командир 25-го армейского корпуса Дальневосточного ВО.
С июня 1990 года — первый заместитель командующего Северной группы войск.
Последнее воинское звание в СССР — генерал-лейтенант (присвоено 30 июня 1990 года).
С июня 1992 года — заместитель Министра обороны Украины.
31 декабря 1992 года присвоено воинское звание генерал-полковника.
24 марта 1993 года — 10 февраля 1996 — начальник Главного (с 1994 года — Генерального) штаба Вооруженных Сил Украины — первый заместитель Министра обороны Украины.
21 июня 1996 года указом Президента Украины Л. Д. Кучмы уволен с военной службы в отставку по состоянию здоровья.
С апреля 1999 года — президент Авиационного страхового бюро переводов Украины.
С 10.1999 — 12.1999 — председатель Украинской партии «Единство».
С февраля 2002—2003 — вице-президент — директор департамента банковской безопасности и правового обеспечения АКБ «Надра».
С 13 сентября 2003 года — советник Министра обороны Украины.
С 10 декабря 2005 года — председатель Общественной коллегии при Министре обороны Украины.

## Знаки отличия
- Грамота Президиума ВС РСФСР
- Орден Красной Звезды
- Орден «За службу Родине в Вооруженных Силах СССР» II и III степеней
- Медаль «За отличие в охране государственной границы СССР»

Имеет награды Кубы и Польши.